# برییف بی‌ئی-۸
برییف بی‌ئی-۸ (به انگلیسی: Beriev_Be-8) یک هواگرد از نوع هواپیمای مسافربری ساخت شرکت برییف است. هواگرد بی‌ایی-۸ نخستین پروازش را در 3 December 1947[۹۶] میلادی انجام داد. در مجموع، تعداد ۲ فروند از این هواگرد ساخته شده‌است.